# San Miguelito (Panama)
San Miguelito ist eine Stadt und ein Bezirk (distrito) der Provinz Panamá in Panama. Die Einwohnerzahl betrug nach der Volkszählung 2023 280.777. Der Bezirk umfasst eine Fläche von 50,1 km². Der Bezirk San Miguelito ist vollständig vom Bezirk Panama (der ihn komplett umgibt) umschlossen und gehört zur Metropolregion von Panama-Stadt.

## Gliederung
Der Bezirk San Miguelito ist administrativ in folgende Corregimientos unterteilt:
- Amelia Denis de Icaza
- Belisario Porras
- José Domingo Espinar
- Mateo Iturralde
- Victoriano Lorenzo
- Arnulfo Arias
- Belisario Frías
- Omar Torrijos
- Rufina Alfaro

## Persönlichkeiten
- Laurie Batista (* 1996), Fußballspielerin
- Karla Riley (* 1997), Fußballspielerin